# Smeđoprsa patka
Smeđoprsa patka (lat. Aythya baeri) je patka ronilica koja živi u istočnoj Aziji. Gnijezdi se u jugoistočnoj Rusiji i sjeveroistočnoj Kini. Zimi migrira u južnu Kinu, Vijetnam i Indiju. Ime je dobila u znak sjećanja na estonskog prirodoslovca Karla Ernsta von Baera.
Slične je veličine i bliski je srodnik patki njorki, iako je obojenost kod mužjaka potpuno drukčija. Mužjaci ove patke dosta su slični onima patke crninke, ali imaju tamnija leđa i gornji dio bokova. Donji bokovi i trbuh su dosta upadljivi. Ženke smeđoprse patke i patke njorke su dosta slične, a to je tako kod ženki svih vrsta u rodu Aythia.

## Vanjske poveznice
|  | Zajednički poslužitelj ima stranicu o temi Aythya baeri    |
|  | Zajednički poslužitelj ima još gradiva o temi Aythya baeri |
|  | Wikivrste imaju podatke o taksonu Aythya baeri             |